# Polygonia zephyrus
Polygonia zephyrus är en fjärilsart som beskrevs av Edwards. Polygonia zephyrus ingår i släktet Polygonia och familjen praktfjärilar. Inga underarter finns listade i Catalogue of Life.